# Роре (Кунео)
Роре је насеље у Италији у округу Кунео, региону Пијемонт.
Према процени из 2011. у насељу је живело 136 становника. Насеље се налази на надморској висини од 892 м.